# Ягодовський Костянтин Павлович
Костянтин Ягодовський (23 травня 1877, с. Комарівка, Борзнянський повіт, Чернігівська губернія (нині – село в Борзнянському районі, Чернігівська область) — 1943) — директор Глухівського учительського інституту (нині — Глухівський національний педагогічний університет імені Олександра Довженка) (1916—1923).

## Життєпис
Народився 23 травня 1877 р. в с. Комарівка Борзнянського повіту Чернігівської губернії (нині – село в Борзнянському районі, Чернігівська область) у родині священика місцевої Михайлівської церкви та законовчителя Комарівської земської школи.
1918 прийнятий у громадянство Української Держави, з 1921 — у постійній зоні окупації большевицької Московії.
1888 — вступив у гімназію при Санкт-Петербурзькому історико-філологічному інсти туті, але цього ж року був переведений в аналогічний навчальний заклад при Ніжинському історико-філологічному інституті.
1901 — закінчив фізико-математичний факультет Санкт-Петербурзького університету.
Із 1902 — працював в Оренбурзі (нині – адміністративний центр Оренбурзької області, РФ).
Викладав зоологію у комерційному училищі А.К. Трейфельда у Виборзі.
Із 1908 – у Санкт-Петербурзі, читав лекції на педагогічних курсах при Фребелівському товаристві в психоневрологічному інституті.
Із 1914 — був директором та головою педагогічної ради жіночої гімназії М. Стоюніної.
Також викладав у Тенишевському училищі та був професором педагогічного інституту (нині – Російський державний педагогічний університет ім. О. І. Герцена).
Був науковцем-практиком, брав участь у Північній експедиції (1899–1901), яку очолював відомий дослідник М. Книпович.
Із 1916 по 1923 був директором Глухівського учительського інституту.
Водночас до весни 1917 очолював Глухівську жіночу гімназію та був директором Глухівської змішаної гімназії впродовж 1917–1920.
В умовах революційної нестабільності та розрухи зумів перетворити інститут на інтелектуальний центр краю. Промовистим прикладом його діяльності є те, що він врятував від розграбування міський музей, розмістивши його фонди у приміщенні інституту і суттєво їх поповнивши.
Так, із Києва було привезено меблі Терещенків, а з Ярославця (нині – село Кролевецького району Сумської області) – залишки бібліотеки та музею Кочубеїв.
1923 — ця музейна колекція була використана для створення нового міського краєзнавчого музею.
Окрім того, у непросту добу революційної вакханалії Костянтину Ягодовському вдалося зберегти інститутську бібліотеку і навчальне приладдя. Керівництво інституту на чолі з директором брало активну участь у підготовці педагогічних кадрів.
Так, у квітні 1919 у місті було організовано перший учительський з’їзд із гаслами в дусі тодішньої епохи: 

«Стара школа має поступитися місцем новій, трудовій школі». 

1919 — при інституті було організовано перші курси перепідготовки вчителів шкіл повіту.
1921 — створюються дворічні загальноосвітні курси для підняття рівня освіти дітей.
Костянтин Ягодовський на високому професійному рівні викладав педагогіку («теория воспитания и обучения»), філософію природознавства.
За часів його директорства було збережено кращі традиції проведення практики студентів у зразковій школі при інституті.
1923 — повертається до Петрограда (нині – Санкт-Петербург) у Педагогічний інститут (нині – Російський державний педагогічний університет ім. І.О. Герцена) на посаду завідувача кафедри методики природознавства.

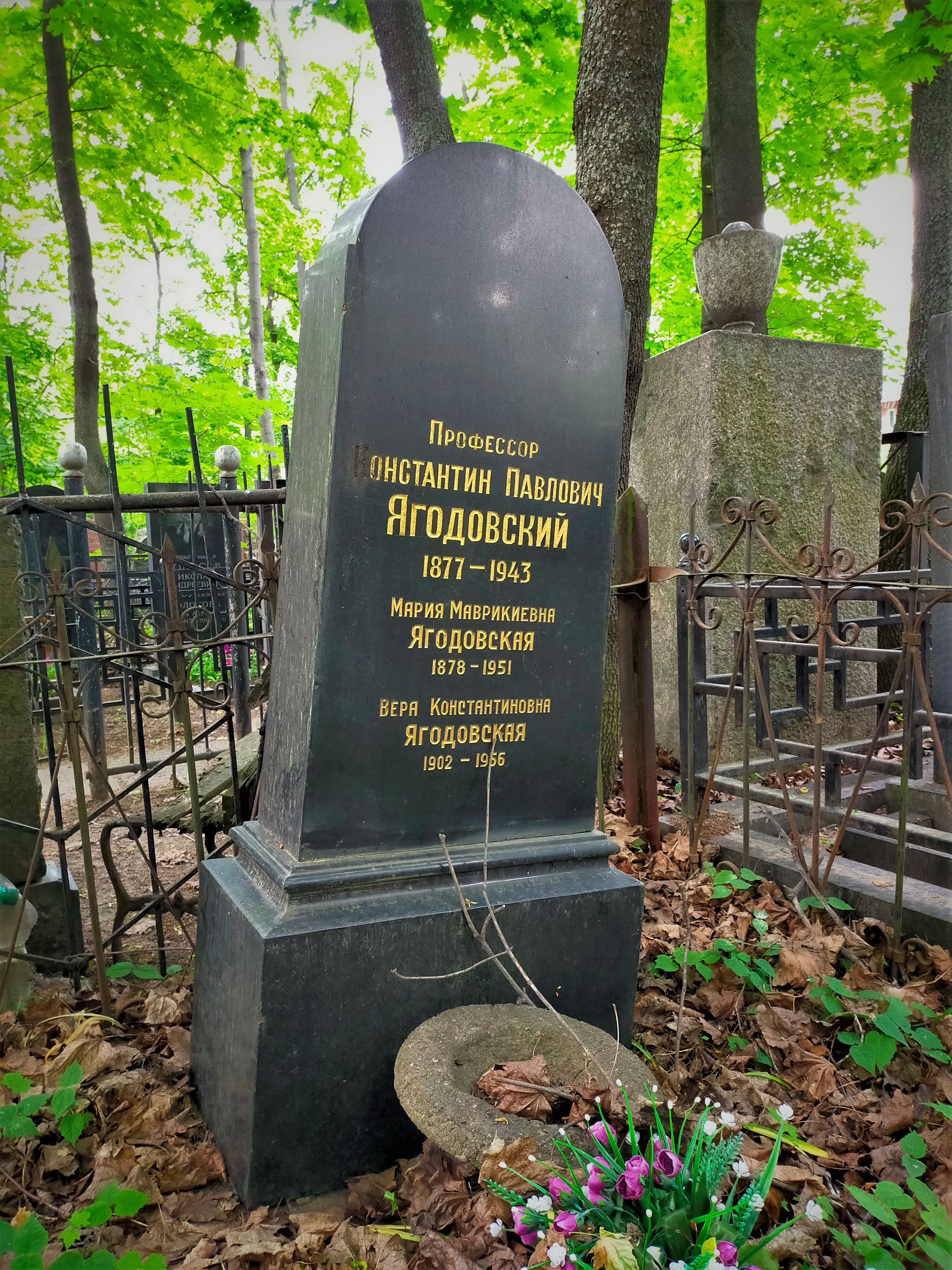
Могила К.П. Ягодовського на Введенському кладовищі у Москві

На початку 1930-х був репресований і засланий на рік у Свердловськ (нині – м. Довжанськ Довжанського району Луганської області).
Із 1934 проживав у Москві, де працював у Науково-дослідному інституті політехнічної освіти, а пізніше – у Науково-практичному інституті спеціальних шкіл та дитячих будинків при Наркомосвіті РСФРР (нині – Інститут корекційної педагогіки Російської академії освіти). У цей період системно вивчав проблеми олігофренопедагогіки. Брав активну участь у розробці плану організації суворовських училищ.
Помер у 1943 р.